# 粉彩青瓷轉足碗
粉彩青瓷轉足碗是清朝乾隆年間（西元1736-1795年）的官窯作品，現存於臺北國立故宮博物院，與轉心瓶為同時期的同類作品，可轉動、把玩、賞析。

## 粉彩青瓷轉足碗

### 歷史
此器於清高宗8年（西元1743年），即乾隆八年間所製造。而在當時檔案記載，當時在任於景德鎮的督陶官唐英於乾隆八年進呈的瓷器中，即包含一件「冬青有座轉旋靶碗」。以品名的描述對照現存的粉彩青瓷轉足碗，有人則認為上述兩件作品其實是同一物。

### 形制

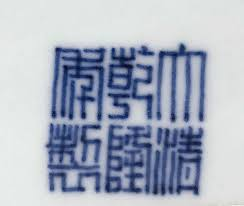
大清乾隆年製 篆款（非實物之篆款，僅可供參考）

碗為侈口（即開口沿外傾）、深壁，底接台座，座底有青花書「大清乾隆年製」六字篆款。。主要可以分為「青瓷碗」與「粉彩蓮花台座」，上下兩個部份。

#### 上層 青瓷碗
碗的內、外分別施以粉青色釉燒製，使碗呈現出淡青色。碗壁雕拱出各朝代常見的魚藻紋，繪有游魚與浮萍，使其轉動時如游魚戲於池塘之中，寓意富貴有餘。

#### 下層 粉彩蓮花台座
底座施黃釉，釉面以褐、紅、綠、藍等釉，再描繪蓮瓣紋、如意雲紋及錦花，圖案加金邊，使之產生有如同金屬器般的質感（如同琺瑯）。因蓮花象徵離污生凈，所以能襯托上層較淡色的青瓷碗，寓意其如君子般的高貴、純潔。

## 原理

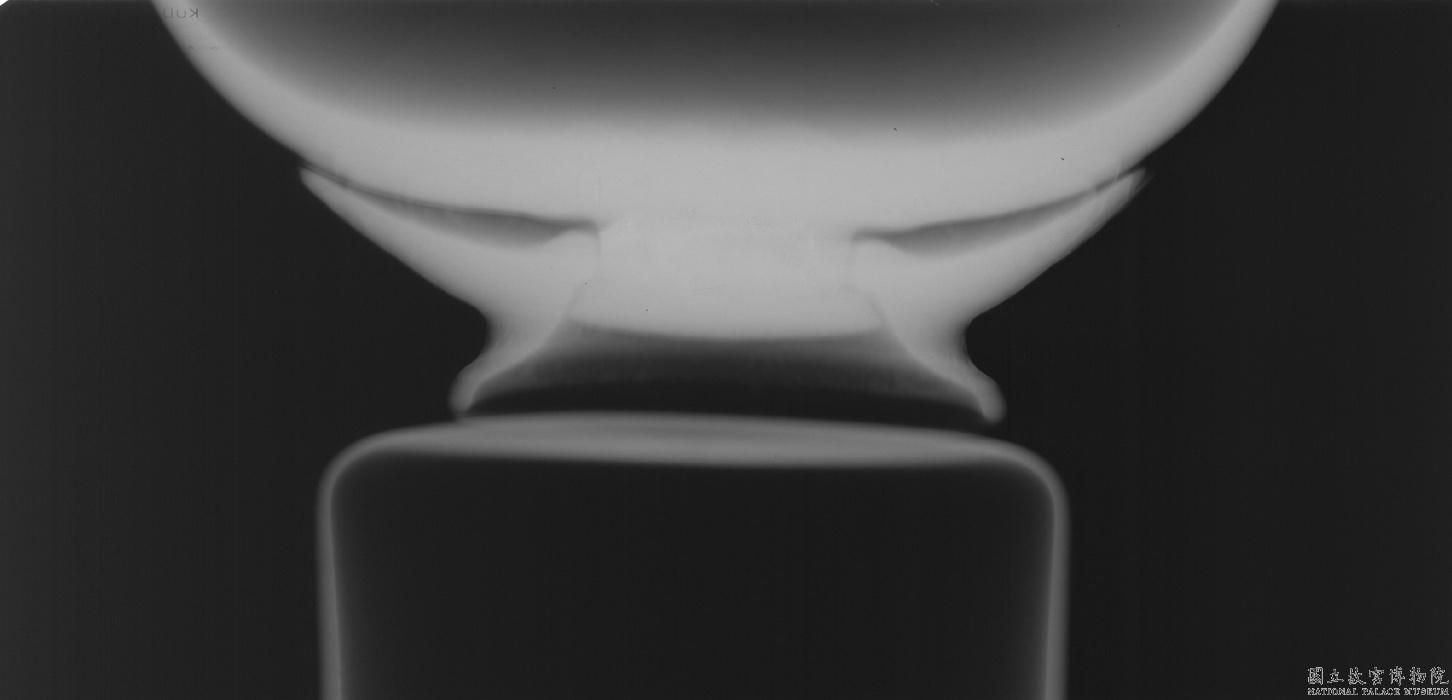
『玲瓏』『交泰』技法的相融，連接上下層（非實物透視圖，僅供參考）

因粉彩青瓷轉足碗的碗與座皆為各自成形、燒造的，所以需要再卡榫相接才成為成品－轉足碗。
當中融合運用到兩種傳統技法，使到上下層能夠相接成形，它們分別為「玲瓏」與「交泰」。
- 玲瓏：一種雕鏤穿透的技法（雕刻的技法），使到瓷器有穿透的位置可接合。
- 交泰：一種組合技法，達至上下層「相連但不相黏」，使之能靈活轉動。

## 延伸資料
- 「盛世裡的工匠技藝」廣告宣傳片 轉足碗 （页面存档备份，存于）